# Johannes von Hieber

Johannes Hieber als Reichstagsabgeordneter, um 1900

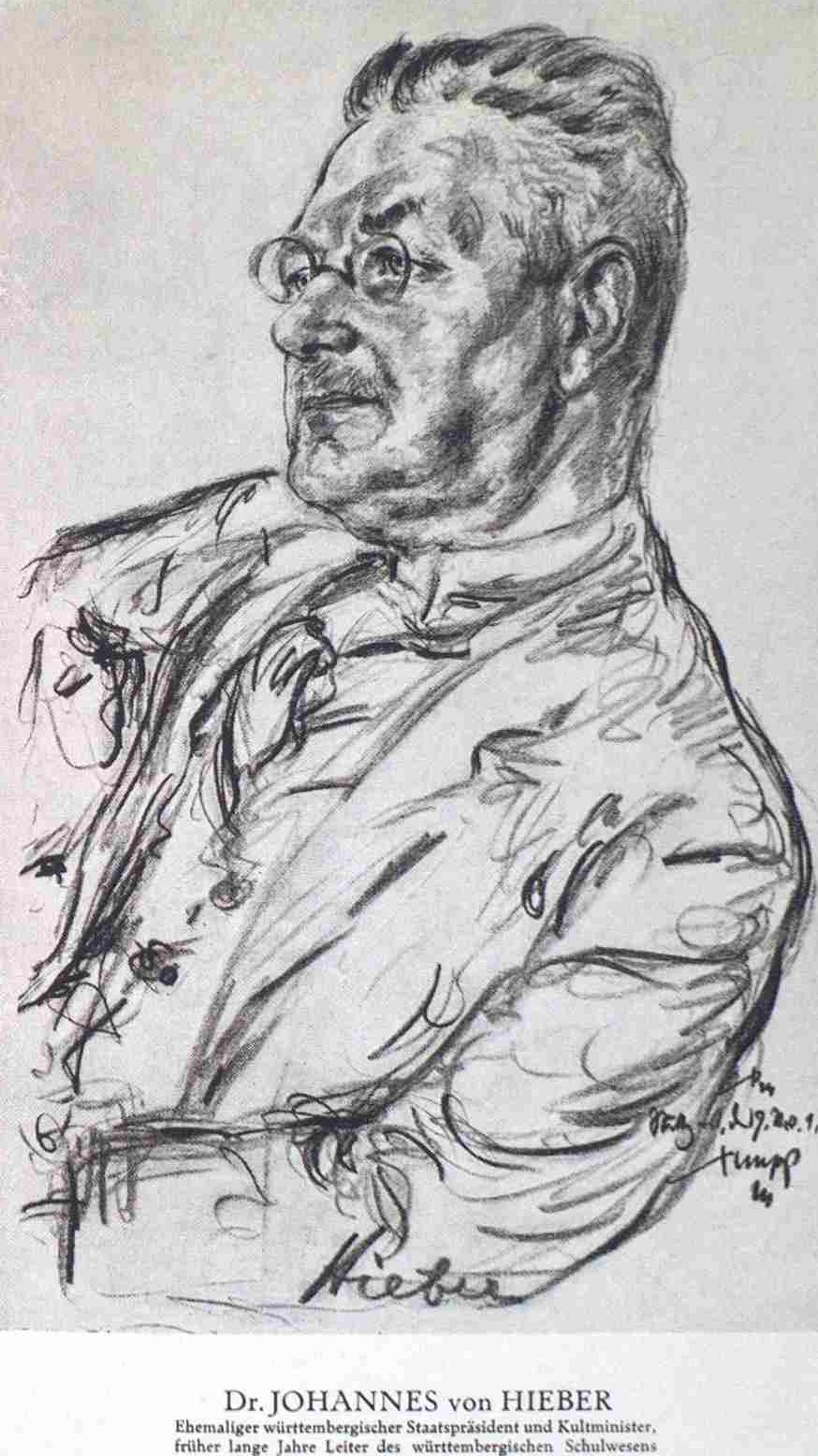
Johannes von Hieber (1926) auf einer Porträtzeichnung durch Emil Stumpp

Johannes Hieber, seit 1910 von Hieber, (* 25. Juni 1862 in Waldhausen; † 7. November 1951 in Uhingen) war ein liberaler Politiker und Staatspräsident in Württemberg.

## Leben
Johannes Hieber studierte von 1880 bis 1885 Philosophie und Evangelische Theologie im Evangelischen Stift in Tübingen und promovierte 1885 an der Universität Tübingen zum Dr. phil. Er wurde 1880 Mitglied der Verbindung Normannia zu Tübingen. Nach Tätigkeiten als Vikar an wechselnden Orten und einer Studienreise nach Norddeutschland wirkte er von 1890 bis 1892 als evangelischer Pfarrer in Tuttlingen. 1892 wurde er Professor für Religionsunterricht und Philosophie am Karls-Gymnasium in Stuttgart, wo er bis 1910 auch Hebräisch lehrte. 1910 wurde er Direktor des Königlich Württembergischen Evangelischen Oberschulamts.

## Politik
Johannes Hieber gehörte ab 1895 der Deutschen Partei an. Von 1898 bis 1910 war er Mitglied im Reichstag in Berlin. Mit seinem Reichstagsmandat vertrat er den Wahlkreis Württemberg 2 (Cannstatt, Ludwigsburg, Marbach, Waiblingen). Wegen seiner Ernennung zum Regierungsdirektor musste er 1910 sein Mandat niederlegen. Von 1900 bis 1910 und erneut von 1912 bis 1932 saß er auch als Abgeordneter im Württembergischen Landtag in Stuttgart. Hieber war eher dem linken Spektrum der Nationalliberalen zuzurechnen. Als Mitglied des Reichstags pflegte er eine vertrauensvolle Zusammenarbeit mit Ernst Bassermann. Hieber war Monarchist und davon überzeugt, dass der Krieg 1914 dem Deutschen Reich von seinen Feinden aufgezwungen worden sei. Deshalb unterstützte er die deutschen Kriegsanstrengungen bis zur Niederlage im Herbst 1918 vorbehaltslos. Wohl aus tiefer Enttäuschung über das zerstörte Vertrauen zur Obersten Heeresleitung und zu Kaiser Wilhelm II. wurde er 1919 Gründungsmitglied der linksliberalen DDP, deren württembergischer Landesverband in der Tradition der Demokratischen Volkspartei stand. In der letzten Regierung des württembergischen Königs Wilhelm II. und dem 1919 gebildeten Kabinett des ersten Präsidenten Wilhelm Blos übernahm Hieber jeweils ein Ministeramt.
Von 1920 bis 1924 war Hieber als Nachfolger des Sozialdemokraten Blos zugleich der zweite in der Liste der Staatspräsidenten Württembergs und Chef einer Regierung aus Mitgliedern der katholischen Zentrumspartei und Hiebers Demokratischer Partei. Hieber regierte mit einer schwachen Mehrheit in besonders turbulenten und schwierigen Zeiten (Nachkriegszeit, Folgen des Versailler Vertrags, Reparationen, wirtschaftliche Schwierigkeiten, Kritik an der Weimarer Demokratie und an der Demokratie überhaupt, Putsch und politische Morde, Inflation). Die Regierung Hieber scheiterte im Frühjahr 1924, weil der württembergische Landtag die Vorlage einer umfassenden Verwaltungsreform nicht billigte. Lediglich die Abschaffung der vier den Oberämtern übergeordneten Kreise gelang, nicht jedoch die geplante drastische Reduzierung der Anzahl der Oberämter selbst. Hiebers Nachfolger als provisorischer Staatspräsident wurde am 8. April 1924 Edmund Rau, welcher aber nur bis zur Wahl eines Nachfolgers nach den Landtagswahlen am 4. Mai 1924 amtieren sollte.
Eine bleibende Spur in der politischen Geschichte Württembergs hat Johannes von Hieber zumindest dadurch hinterlassen, dass er 1922 die Villa Reitzenstein auf der Höhe Stuttgarts von Helene Freifrau von Reitzenstein für den Staat kaufte; die Villa Reitzenstein ist heute Sitz des Staatsministeriums und des Ministerpräsidenten von Baden-Württemberg.

## Familie

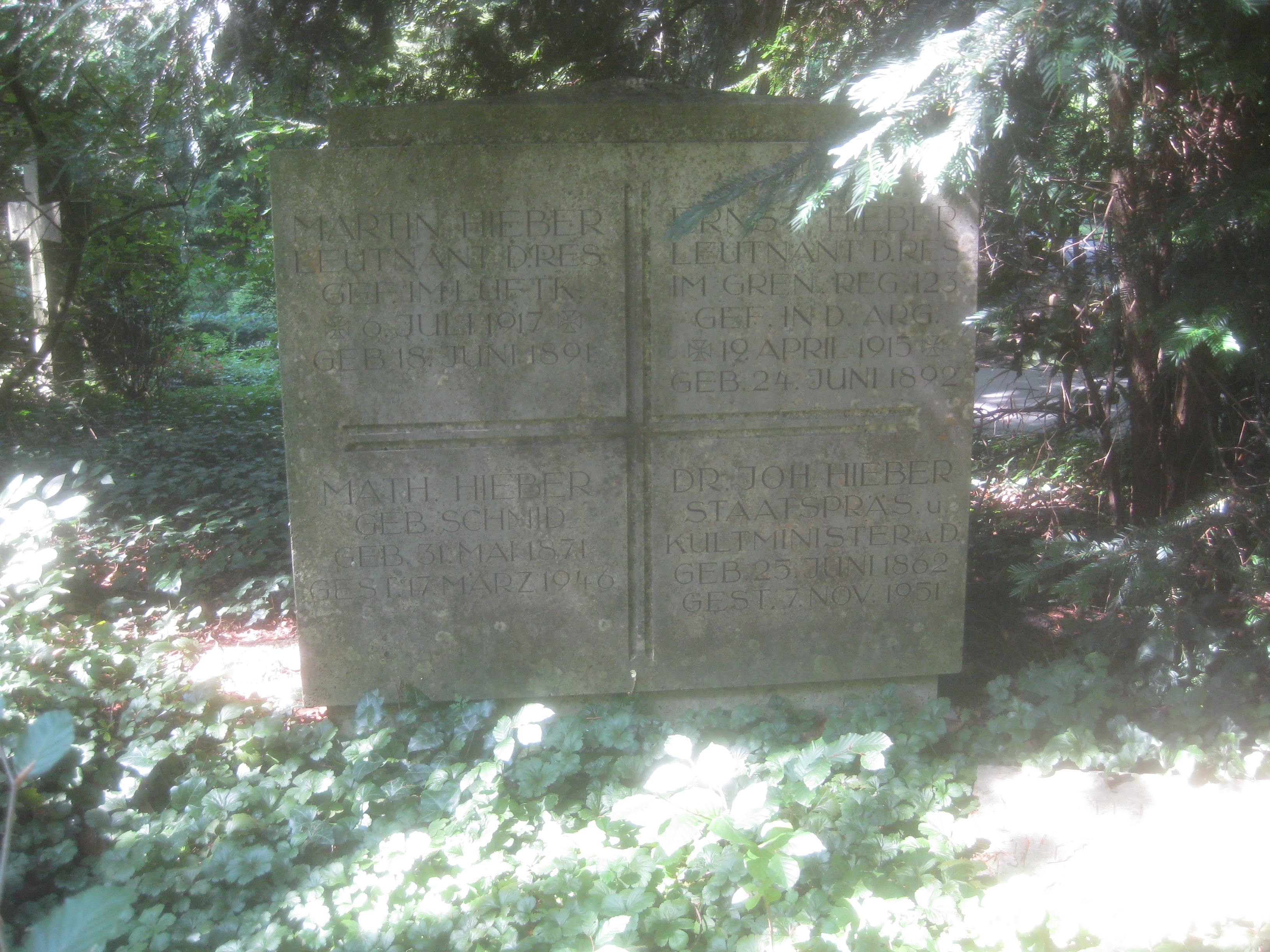
Familiengrab von Johannes Hieber auf dem Waldfriedhof in Stuttgart-Degerloch

Hieber war der einzige Sohn des Ehepaars Margarethe Hieber geb. Kellenbenz (1823–1888) und Johannes Hieber (1802–1886), welcher Bauer und evangelischer Pfarrgemeinderat in Waldhausen war. Hieber heiratete 1890 Mathilde Auguste Schmid (1871–1946), mit der er drei Söhne und drei Töchter hatte. Zwei seiner Söhne fielen im Ersten Weltkrieg an der Westfront, der dritte Sohn, Walter Hieber (1895–1976), lehrte anorganische Chemie an der TH München.
Johannes von Hieber wurde auf dem Waldfriedhof in Stuttgart-Degerloch beigesetzt.

## Ehrungen
- 1910 Verleihung des Komturkreuzes des Ordens der Württembergischen Krone, womit der persönliche Adelstitel (Nobilitierung) verbunden war
- 1912 Ehrenbürger der Stadt Welzheim
- 1922 Ehrendoktor der Landwirtschaftlichen Hochschule Hohenheim
- 1922 Ehrenbürger seiner Heimatgemeinde Waldhausen
- 1924 Ehrensenator der Universität Tübingen
- 1927 Ehrendoktor der juristischen Fakultät der Universität Tübingen
- Die Grund- und Hauptschule in Uhingen wurde nach ihm benannt.